# Duy Thành, Duy Phường
Duy Thành (tiếng Trung: 潍城区, Hán Việt: Duy Thành khu) là một quận của địa cấp thị Duy Phường, tỉnh Sơn Đông, Cộng hòa Nhân dân Trung Hoa. Quận này có diện tích 290 km2, dân số 370.000 người. Mã số bưu chính 261021. Quận Thanh Châu được chia thành 4 nhai đạo, 6 trấn.